# 目录实用工具
目录实用工具（英語：Directory Utility）是Mac OS X操作系统中一个用来配置目录服务的连接点的使用软件。
在Mac OS X 10.5之前这个工具的名称为Directory Access。